# Omorgus reiterorum
Omorgus reiterorum is een keversoort uit de familie beenderknagers (Trogidae). De wetenschappelijke naam van de soort is voor het eerst geldig gepubliceerd in 2012 door Král & Kubán.